# Аїра витончена
Аїра витончена (Aira elegans) — вид рослин із родини злакових (Poaceae).

## Біоморфологічна характеристика
Ця однорічна рослина 10–40 см заввишки. Стебла прямовисні чи колінчасто висхідні, стрункі. Язичок листка 2–3 мм завдовжки, гострий. Листові пластинки ниткоподібні, плоскі чи згорнуті, 2–4 см × 0.5–1 мм, поверхня шершавенька, гола, верхівка тупа. Суцвіття — відкрита, нещільна, зворотно яйцювата волоть, завдовжки 4–9 см, завширшки 2–5 см. Колосочки поодинокі. Родючі колосочки на квітконіжках. Колосочки довгасті, стиснуті збоку, 1.5–2.5 мм завдовжки, розпадаються у зрілості, розчленовуючись під кожною родючою квіточкою. Колоскові луски схожі, блискучі, завдовжки 1.5–2.5 см, 1-кілеві, 1-жилкові, верхівки гострі. Родюча лема яйцювата, 1.5 мм завдовжки, без кіля; 5-жилкова, вершина зубчаста, 1-остюкова.

## Середовище проживання
Вид зростає в північно-західній Африці (Марокко, Алжир), Західній Азії (Кіпр, Туреччина, Ліван, Сирія, Ізраїль, Азербайджан, Вірменія, Грузія, Іран), на півдні Європи (Іспанія (включно з Балеарськими островами), Франція (включно з Корсикою), Албанія, Болгарія, Греція (включно з Критом), Хорватія, Італія (включаючи Сардинію, Сицилію), Румунія, Сербія, Словенія, Австрія, Швейцарія, Чехія, Угорщина, Росія [Північний Кавказ], Словаччина, Україна [Крим]).
В Україні вид росте на кам'янистих схилах, лісових галявинах, серед чагарників — ПБК від мису Айя до гори Аюдаг рідко.